# Lucian Bălan
Lucian Bălan (* 25. Juni 1959 in Bukarest; † 12. November 2015 in Baia Mare) war ein rumänischer Fußballspieler.

## Karriere

### Vereine
Bălan begann 14-jährig bei Autobuzul Bukarest mit dem Fußballspielen. 1973 spielte er für Șc. Sportivă 1 București, bevor er von 1976 bis 1978 für Minerul Cavnic aktiv gewesen ist.
Dem Jugendalter entwachsen und 1978 vom Erstliganeuling FC Baia Mare verpflichtet, gehörte er diesem Verein bis Saisonende 1984/85 an, zunächst drei Jahre in der Divizia A, der seinerzeit höchsten Spielklasse im rumänischen Fußball. In seiner Premierensaison im Seniorenbereich wurde er in 16 Punktspielen eingesetzt, in denen er ein Tor erzielte. Er debütierte am 26. November 1978 (14. Spieltag) bei der 0:2-Niederlage im Heimspiel gegen den FC Politehnica Timișoara. Nach dem Abstieg am Saisonende 1980/81 in die Divizia B, kehrte er mit seiner Mannschaft zur Saison 1983/84 in die Divizia A zurück. Nach dem erneuten Abstieg seiner Mannschaft am Ende der Folgesaison, wurde er von Steaua Bukarest verpflichtet. Während seiner vier Jahre währenden Vereinszugehörigkeit gewann er 1986 den Europapokal der Landesmeister, viermal die Rumänische Meisterschaft und dreimal den Rumänischen Pokalwettbewerb. Für den rumänischen Hauptstadtverein bestritt er ferner das am 14. Dezember 1986 in Tokio mit 0:1 gegen River Plate verlorene Finale um den Weltpokal, das am 24. Februar 1987 in Monaco mit 1:0 gegen Dynamo Kiew gewonnene Finale um den UEFA Super Cup sowie 18 Champions-League-Spiele in vier aufeinanderfolgenden Jahren.
1989 begab er sich erstmals ins Ausland und bestritt für den belgischen Erstligisten K. Beerschot VAV in der Hinrunde der Saison 1989/90 elf Punktspiele, zuletzt am 19. November 1989 (13. Spieltag) bei der 1:3-Niederlage im Auswärtsspiel gegen den KV Kortrijk. Am 30. August 1989 (3. Spieltag) gelang ihm sein einziges Tor, der 1:0-Siegtreffer über den RFC Lüttich per Strafstoß in der 43. Minute. Vom 4. Februar 1990 (22. Spieltag) bis zum 17. Mai 1990 (38. Spieltag) bestritt er 17 Punktspiele in der Rückrunde der Saison 1989/90 – für den spanischen Zweitligisten Real Murcia.
Nach Rumänien zurückgekehrt, bestritt er – erneut für Steaua Bukarest – 15 Punktspiele in der Divizia A und trug somit zum zweiten Platz hinter Meister FC Universitatea Craiova bei. 1992/93 trat er in der nunmehr drittklassigen Divizia B und – Aufstieg bedingt – in der Saison 1993/94 in der Staffel 2 der nunmehr zweitklassigen Divizia A für den Phoenix Baia Mare nochmal in Erscheinung.

### Nationalmannschaft
Im Jahr 1976 bestritt er sechs Qualifikationsspiele für die Rumänische Olympiaauswahl; in der 1. Runde zweimal gegen die Auswahl Dänemarks und vier in der Gruppe 4, je zweimal gegen die Auswahl Frankreichs und der Niederlande. Später bestritt er zwei Länderspiele für die U21-Nationalmannschaft. Für die A-Nationalmannschaft kam er einzig am 8. April 1987 in Brașov beim 3:2-Sieg im Freundschaftsspiel gegen die Nationalmannschaft Israels mit Einwechslung für Gavril Balint zur zweiten Halbzeit zum Einsatz.

## Erfolge
- Weltpokal-Finalist 1986
- UEFA Super Cup-Sieger 1986
- Europapokalsieger der Landesmeister 1986
- Rumänischer Meister 1986, 1987, 1988, 1989
- Rumänischer Pokal-Sieger 1987, 1988, 1989

## Anmerkung / Einzelnachweise
1. ↑  Zweitligasaison 1981/82 ausgenommen
2. ↑  Lucian Bălan auf bdfutbol.com

| Personendaten    | Personendaten              |
| ---------------- | -------------------------- |
| NAME             | Bălan, Lucian              |
| KURZBESCHREIBUNG | rumänischer Fußballspieler |
| GEBURTSDATUM     | 25. Juni 1959              |
| GEBURTSORT       | Bukarest, Rumänien         |
| STERBEDATUM      | 12. November 2015          |